# Объезд (фильм, 2016)
«Объе́зд» (также «Обход»; англ. Detour) — британский криминальный триллер 2016 года, снятый Кристофером Смитом. Премьера фильма состоялась на кинофестивале «Трайбека» 16 апреля 2016 года. Фильм вышел в прокат в США 20 января 2017 года, дистрибьютером выступила компания Magnet Releasing.
Фильм назван так же, как классический нуаровый фильм Эдгара Ульмера «Объезд» 1945 года, в котором значительную часть действия также занимает путешествие на машине (кроме того, в фильме Смита мельком показано, что именно этот фильм смотрит дома главный герой).

## Сюжет
Действие происходит в США. Харпер, студент юридического факультета, переживает из-за состояния матери, впавшей в кому после автомобильной аварии, и ожидает сообщения врача о результатах нового обследования её состояния. Ночью в баре он знакомится с Джонни, которому рассказывает о своём отчиме Винсенте — тот почти не бывает в больнице у матери и, более того, Харпер подозревает, что отчим мог быть причастен к аварии: он тоже был в машине, но при этом не пострадал. К тому же Винсент, как кажется Харперу, завёл любовницу, к которой ездит в Вегас. Харпер признаётся, что хотел бы нанять людей, чтобы «проучить» отчима, на что Джонни предлагает ему поехать в Вегас и убить отчима за 20 тысяч долларов.
На следующий день Джонни со своей подругой, стриптизёршей Черри, приходит домой к Харперу и напоминает, что они договорились поехать в Вегас, где Джонни убьёт Винсента. Харпер говорит, что он не имел этого в виду, и хочет уйти обратно в дом. Здесь кажется, что действие разделяется на две линии: в одной Харпер уходит в дом, в другой он едет с Джонни и Черри; впоследствии, однако, становится понятно, что события следовали друг за другом, но более ранние были показаны в виде флэшбеков.
С утра Харпер наблюдает за Винсентом, который собирается лететь в Вегас. Харпер подкладывает ему в багаж большой нож, чтобы у Винсента были проблемы в аэропорту. В бумагах Винсента он находит документ об изменении правил распоряжения их домом, где подделана подпись матери Харпера. Когда Винсент обнаруживает нож в сумке, а Харпер обвиняет его в том, что он виновен в аварии и в подделке подписи, между Харпером и Винсентом завязывается драка. В итоге кухонным ножом Харпер случайно убивает Винсента, который падает в бассейн. Труп он упаковывает в жёлтую плёнку.
Когда Джонни и Черри приходят к Харперу, тот предлагает ехать в Вегас на машине своего отца. По дороге они останавливаясь в кафе, куда позже заходит полицейский, однако официантка предупреждает компанию, что полицейский спрашивает о них, и молодые люди уезжают. На шоссе их нагоняет полицейский, который надевает наручники на Джонни. Когда полицейский открывает багажник, Черри заставляет его, угрожая ему пистолетом, самого залезть туда. Джони хочет убить полицейского, но Харпер предлагает за него выкуп. Он берёт в банке часть денег для Джонни и предлагает поехать на заброшенные шахты. Джонни, однако, сначала заезжает к Фрэнку, которому он должен крупную сумму. Фрэнк говорит, что 50 тысяч долларов Джонни должен привезти ему до рассвета, иначе он заберёт Черри.
Компания заезжает на шахты, где Харпер отпускает полицейского, дав ему выпить бутылку воды с наркотиком, из-за которого тот временно забудет произошедшее. Вечером Харпер, Джонии и Черри приезжают в Вегас. Джонни посылает Харпера искать своего отчима, но на самом деле труп отчима с самого начала поездки лежит в машине. Харпер берёт напрокат машину и уезжает с Черри, а Джонни обвиняют в убийстве.
На следующий день Харпер и Черри пересекают границу с Мексикой. Черри Харпер сначала оставляет на остановке до границы, где её настигает человек, посланный Фрэнком, однако его тут же сбивает автофургон. Затем Харпер всё же возвращается за Черри и провозит её в багажнике. Тем временем полицейские начинают расследовать убийство Винсента. Находящейся в коме матери Харпера приносят мобильный телефон Винсента, на который он записал своё обращение к ней (Харпер думал, что это обращение Винсент записал своей любовнице). На записи Винсент просит прощения, что давно не заходил в больницу, и желает жене выздоровления, признаваясь ей в любви.

## В ролях
- Тай Шеридан — Харпер
- Эмори Коэн — Джонни Рэй
- Бел Паули — Черри
- Стивен Мойер — Винсент
- Джон Линч — Фрэнк
- Гбенга Акиннагбе — полицейский Майкл
- Джаред Абрахамсон — Пол

## Награды
- 2016 — Кинофестиваль в Невшателе — Приз молодёжного жюри (Лицей имени Дени де Ружмона)[5]

## Критика
Оценки фильма были сдержанными. Глен Келли в явно издевательской рецензии оценил фильм на 1 балл из 3, подчеркнув его вторичность по отношению ко многим аналогичным картинам, в том числе «Настоящей любви», вышедшей почти 25 лет назад. Аналогично, по мнению Шери Линден, фильм выглядит «детским» нуаром (baby film noir), потому что при броском фасаде в нём отсутствует «плоть и кровь» и какая-либо глубина. Помимо «Объезда» 1945 года, критик проводит сравнение фильма Смита с «Незнакомцами в поезде» Хичкока. Неубедительным счёл картину и рецензент «Los Angeles Times», отметивший, что сценарий перегружен деталями, а выбор Паули на главную женскую роль был неудачен.
Более благосклонный отзыв о фильме дал критик «Variety» Джо Лейдон, который назвал впечатляющими актёрские работы, а фильм в целом охарактеризовал как «Осторожно, двери закрываются», переосмысленным в стиле Квентина Тарантино, неонуаром с продуманными поворотами сюжета, который оказывается более содержательным и неожиданным, чем можно предполагать изначально.
На сайте Rotten Tomatoes на основе 15 рецензий фильм имеет оценку 5,5 из 10 баллов. Аналогично, смешанные отзывы на фильм фиксирует и Metacritic.